# 소유와 무소유
《소유와 무소유》(영어: To Have and Have Not)는 1944년 개봉한 미국의 로맨스, 전쟁, 모험 영화이다. 하워드 호크스가 감독을 맡았으며, 어니스트 헤밍웨이의 동명 소설이 영화의 원작이다.

## 출연

### 주연
- 험프리 보가트
- 월터 브레넌
- 로렌 바콜

### 조연
- 돌로레스 모란
- 호기 카마이클
- 쉘든 레너드
- 월터 주로비

## 기타
- 원작자: 어니스트 헤밍웨이
- 의상: 밀로 앤더슨